# Холоневские
Холоневские (пол. Chołoniewscy herbu Korczak‎) — графский род.
Родоначальник его Пётр Мыщица в 1399 (?) году получил от польского короля Казимира деревню Холоневу, почему потомки его старшей линии и стали именоваться Холоневскими.
В 1798 году трое братьев: староста Щуровецкий и Коломыйский Игнатий (пол. Ignacy Chołoniewski‎), польский коронный мечный Рафаил и польский коронный ловчий Франц-Ксаверий Адамович Мышко пожалованы императором Францем II в графское достоинство. Русским правительством это пожалование утверждено в 1842 году.
Род Холоневских записан в V части родословных книг губерний Волынской и Подольской.

## Описание герба
В червлёном щите три серебряных укороченных пояса, верхний длиннее среднего, а средний длиннее нижнего.
Щит украшен графскою короною и увенчан графским коронованным шлемом. Нашлемник: чёрная борзая собака с червлёными глазами и языком, возникающая из золотой чаши. Намёт: червлёный с серебром.